# Roger Lumont
Roger Lumont (Les Lilas, 21 febbraio 1934) è un attore e doppiatore francese.

## Biografia
Roger Lumont è nato a Les Lilas il 21 febbraio 1934. Prima di diventare attore, Roger Lumont svolse piccoli lavori fino a quando decise di dedicarsi alla commedia. Si iscrisse alle lezioni di teatro e si unì a Cours Simon nel 1960.
Nel 1963 ricevette il "primo premio Marcel Achard", assieme a Caroline Cellier, riconoscimento gli permise di essere coinvolto in La Grosse Valse di Robert Dhéry. Proseguì la sua carriera nel cinema interpretando numerosi ruoli secondari e anche ruoli da protagonista.
Verso la fine degli anni '60 fece il suo debutto nel doppiaggio, prestando la sua voce a serie televisive e di animazione. In particolare, doppiò alcuni centurioni durante quattro film della serie di Asterix e due dei personaggi principali del film d'animazione Fievel sbarca in America.
Essendo bilingue, recitò anche in film americani come Mayerling (1968) di Terence Young e Amore e guerra (1975) di Woody Allen.
Alla fine degli anni '80 decise di rallentare l'attività di attore e il doppiaggio per spostarsi verso la direzione artistica.

## Teatro

### Attore
- Riccardo III di William Shakespeare, diretto da Jean Anouilh e Roland Piétri, al Théâtre Montparnasse (1964)
- A Memphis c'è un uomo dalla forza prodigiosa di Jean Audureau, diretto da Antoine Bourseiller, al Festival du Marais (1966)
- Le giraffe di Richard Bohringer, diretto da Philippe Rouleau, al Théâtre de la Gaîté-Montparnasse (1967)

### Regista
- Illuminazione indiretta di Guy Zilberstein al Théâtre de l'Œuvre (1977)

## Filmografia

### Cinema
- Il treno (The Train), regia di John Frankenheimer e Arthur Penn (1964)
- Joe mitra (Lucky Jo), regia di Michel Deville (1964)
- Les Malabars sont au parfum, regia di Guy Lefranc (1965)
- Fantomas minaccia il mondo (Fantômas se déchaîne), regia di André Hunebelle (1965)
- Parigi brucia? (Paris brûle-t-il?), regia di René Clément (1965)
- Tre gendarmi a New York (Le Gendarme à New York), regia di Jean Girault (1965)
- Come rubare un milione di dollari e vivere felici (How to Steal a Million), regia di William Wyler (1966)
- La notte dei generali (The Night of the Generals), regia di Anatole Litvak (1966)
- Chi ha rubato il presidente? (Le Grand Restaurant), regia di Jacques Besnard (1966)
- Tecnica di un omicidio, regia di Francesco Prosperi (1966)
- Sette volte donna (Woman Times Seven), regia di Vittorio De Sica (1967)
- Mayerling, regia di Terence Young (1968)
- L'assassino ha le ore contate (Coplan sauve sa peau), regia di Yves Boisset (1968)
- Sexyrella, regia di Claude Mulot (1968)
- L'Auvergnat et l'Autobus, regia di Guy Lefranc (1968)
- Paris n'existe pas, regia di Robert Benayoun (1968)
- Catherine, un solo impossibile amore (Catherine, il suffit d'un amour), regia di Bernard Borderie (1968)
- Le Grand Cérémonial, regia di Pierre-Alain Jolivet (1968)
- Slogan, regia di Pierre Grimblat (1968)
- La Grande Lessive (!), regia di Jean-Pierre Mocky (1968)
- Al tropico del cancro (Tropique du Cancer), regia di Joseph Strick (1969)
- Désirella, regia di Jean-Claude Dague (1969)
- Le Portrait de Marianne, regia di Daniel Goldenberg (1969)
- L'Étalon, regia di Jean-Pierre Mocky (1969)
- Il caso "Venere privata" (Cran d'arrêt), regia di Yves Boisset (1969)
- La signora dell'auto con gli occhiali e un fucile (La Dame dans l'auto avec des lunettes et un fusil), regia di Anatole Litvak (1969)
- Un uomo solo (Solo), regia di Jean-Pierre Mocky (1969)
- Ultimo domicilio conosciuto (Dernier domicile connu), regia di José Giovanni (1969)
- Les femmes, regia di Jean Aurel (1969)
- Il clan dei siciliani (Le Clan des Siciliens), regia di Henri Verneuil (1969)
- Tout peut arriver, regia di Philippe Labro (1969)
- L'ammucchiata (La Débauche), regia di Jean-François Davy (1969)
- Il cervello (Le Cerveau), regia di Gérard Oury (1969)
- Dossier 212: destinazione morte, regia di Jean Delannoy (1970)
- On est toujours trop bon avec les femmes, regia di Michel Boisrond (1970)
- Il salvatore (Le Sauveur), regia di Michel Mardore (1970)
- Le Cri du cormoran le soir au-dessus des jonques, regia di Michel Audiard (1970)
- A Time for Loving, regia di Christopher Miles (1970)
- Che carriera che si fa con l'aiuto di mammà!... (Le Distrait), regia di Pierre Richard (1970)
- Un elmetto pieno di... fifa (Le Mur de l'Atlantique), regia di Marcel Camus (1970)
- Sul far della notte (Juste avant la nuit), regia di Claude Chabrol (1970)
- L'uomo venuto da Chicago (Un condé), regia di Yves Boisset (1970)
- Un omicidio consentito dalla legge (L'Albatros), regia di Jean-Pierre Mocky (1971)
- Ma chi mi ha fatto questo bebé? (Mais qui donc m'a fait ce bébé?), regia di Michel Gérard (1971)
- Cronaca erotica di una coppia (Chronique d'un couple), regia di Roger Coggio (1971)
- Gli scassinatori (Le Casse), regia di Henri Verneuil (1971)
- Il vitalizio (Le Viager), regia di Pierre Tchernia (1971)
- Pouce, regia di Pierre Badel (1971)
- L'ultima rapina a Parigi (La Part des lions), regia di Jean Larriaga (1971)
- Le drapeau noir flotte sur la marmite, regia di Michel Audiard (1971)
- La Michetonneuse, regia di Francis Leroi (1971)
- Da parte degli amici: firmato mafia! (Le Saut de l'ange), regia di Yves Boisset (1971)
- Questo nostro simpatico mondo di pazzi (Tout le monde il est beau, tout le monde il est gentil), regia di Jean Yanne (1972)
- Dacci oggi i nostri soldi quotidiani (Moi y'en a vouloir des sous), regia di Jean Yanne (1972)
- Na!, regia di Jacques Martin (1972)
- Il giorno dello sciacallo (The Day of the Jackal), regia di Fred Zinnemann (1972)
- Le Franc-tireur, regia di Jean-Max Causse e Roger Taverne (1972)
- Il clan degli imbroglioni (La Gueule de l'emploi), regia di Jacques Rouland (1973)
- Il caso Drabble (The Black Windmill), regia di Don Siegel (1973)
- Une baleine qui avait mal aux dents, regia di Jacques Bral (1973)
- Se gli altri sparano... io che c'entro!? (Je sais rien, mais je dirai tout), regia di Pierre Richard (1973)
- La nuora (L'Ombre d'une chance), regia di Jean-Pierre Mocky (1973)
- Le Seuil du vide, regia di Jean-François Davy (1974)
- Borsalino and Co. regia di Jacques Deray (1974)
- Amore e guerra (Love and Death), regia di Woody Allen (1975)
- Lo stallone erotico (Alfie Darling), regia di Ken Hughes (1975)
- The Great Ways, regia di Hubert Cornfield (1975)
- La Poubelle, regia di Alain Schlosberg (1975)
- L'ala o la coscia? (L'aile ou la cuisse), regia di Claude Zidi (1976)
- Bobo la tête, regia di Gilles Katz (1979)
- La Tour Eiffel en otage, regia di Claudio Guzman (1979)
- Litan : La Cité des spectres verts, regia di Jean-Pierre Mocky (1981)
- Rock and Torah, regia di Marc-André Grynbaum (1982)
- Le Voleur de feuilles, regia di Pierre Trabaud (1983)
- L'esperto, regia di Pierre-Henri Salfati (1984)
- Io odio gli attori (Je hais les acteurs), regia di Gérard Krawczyk (1986)
- Blanche, regia di Bernie Bonvoisin (2002)

### Televisione
- The Last Five Minutes: When the wine is made, regia di Claude Loursais (1964)
- Belfagor o Il fantasma del Louvre (Belphégor ou le Fantôme du Louvre), regia di Claude Barma (1965)
- Rendez-vous a Badenberg, regia di Jean-Michel Meurice (1970)
- Nouvelles de Henry James, regia di Claude Chabrol - serie TV, episodio The Bench of Desolation (1974)
- Les Grands Détectives, regia di Jean-Pierre Decourt - serie TV, episodio Il segno dei quattro (1975)
- Nestor Burma - serie TV, episodio 3x01 (1993)
- Highlander, regia di Yves Lafaye - serie TV, episodio 4x17 (1996)

## Doppiatori italiani
- Ferruccio Amendola in Il cervello

Da doppiatore è stato sostituito da:
- Riccardo Garrone in Asterix e la sorpresa di Cesare
- Max Turilli in Le 12 fatiche di Asterix
- Renato Cortesi in Asterix e la grande guerra